# 슈나이더마모셋
슈나이더마모셋(Mico schneideri)은 비단원숭이과 미코속에 속하는 마모셋의 일종이다. 브라질 고유종으로 마투그로수주의 아마존 열대우림에서 발견된다. 주루에나강과 텔레스피레스강이 만나는 지점에서 발견된다. 슈나이더마모셋은 1차림과 2차 육지 열대우림, 세하두로 이어지는 전이 지대에서 발견된다.
이전에는 에밀리마모셋의 개체군으로 인식되었지만, 2021년 형태학적 및 계통학적 연구를 통해 슈나이더마모셋이 뚜렷이 구별됨이 밝혀져 공식적으로 신종으로 분류되었다. 슈나이더마모셋은 안장과 엉덩이 부분이 납색이고 아랫부분은 크림색이다. 목덜미와 머리 꼭대기에는 회색 털이 나 있다. 손은 연한 주황색, 발은 주황색, 꼬리는 검은색이다.
슈나이더마모셋은 아마존 열대우림의 2,500km 구간인 "삼림 벌채 호" 지역에서 발견된다. 이 지역은 주로 농업 침식으로 인한 삼림 벌채의 위협을 가장 크게 받고 있다.

## 분류학 및 계통발생학
2021년 코스타-아라우조 등이 기술한 슈나이더마모셋은 에밀리마모셋에서 분리된 세 번째 종이다. 마르카마모셋과 론돈마모셋은 각각 1993년과 2010년에 에밀리아마모셋 분류군에서 분리되었다. 슈나이더마모셋은 "신대륙 영장류 계통발생학 연구의 선구자이자 주요 공헌자"였던 브라질 생물학자 호라시오 슈나이더의 이름을 따서 명명되었다. 완모식표본은 2016년 파라나이타 시의 숲 파편에서 채집한 성체 암컷이다. 1995년 주루에나-텔레스 피레스 구간에서 채집한 8점의 표본에 부분적으로 기반을 두고 기재했으며, 이 표본들은 에밀리아마모셋으로 오인되어 벨렘의 에밀리오 골디 박물관에 보관했다. 이 표본을 2015년과 2018년 사이에 같은 지역에서 수집된 다른 표본들과 함께 부모식표본으로 지정했다. 계통학적 분석 결과 미코속 내에 네 가지 계통이 존재하며, 슈나이더마모셋을 오랫동안 에밀리아마모셋으로 분류했지만, 실제로는 검은꼬리마모셋과 자매 분류군인 마르카마모셋과 더 가까운 친척이다.

## 특징
슈나이더마모셋은 납색 등과 크림색 은색 배 부분을 가지고 있으며, 팔과 다리 쪽은 연한 주황색을 띤다. 얼굴에는 짧은 흰색 털이 있고 귀털은 없다. 목 뒤(맨틀)와 머리 정수리(크라운)에는 회색 털이 있다. 다른 마모셋과 마찬가지로, 송곳니와 같은 크기의 큰 앞니를 가지고 있으며, 이는 나무에 구멍을 파고 삼출물을 빼내는 데 사용된다. 다른 신대륙 원숭이와 비교했을 때 몸집이 작아 어금니 한 쌍이 없으며, 치열은 2.1.3.22.1.3.2 × 2 = 32이다. 즉, 입 양쪽에 위 앞니(상악) 2개와 아래 앞니(하악) 2개가 있고, 위와 아래 송곳니 1개, 위아래 작은어금니 3개, 위아래 큰어금니 2개로 총 32개의 영구치가 있다. 눈은 짙은 갈색이다. 꼬리는 검고 꼬리 밑부분에 주황색 털이 약간 있다. 팔 위쪽은 회색에서 크림색이고, 손등은 검은빛을 띠는 금색이며, 발바닥은 오렌지-금색이다. 털이 없는 손바닥은 회색에서 흰색이고, 발은 색소가 없다. 엄지발가락을 제외한 손가락과 발가락에는 평평한 발톱이 있고 굽은 발톱이 있다. 과학적 설명에는 몸 치수가 없지만, 비단원숭이과 원숭이의 머리부터 몸통까지의 평균 몸길이는 14~18cm, 꼬리 길이는 25~32cm, 몸무게는 300~450g이다.

## 분포 및 서식지
슈나이더마모셋은 1차 및 2차 테라 피르메 열대우림과 세하두로 이어지는 전이 지대에서 발견된다. 브라질 마투그로수 주 북부, 주루에나강과 텔레스 피레스강이 만나는 지점에서 발견되며, 이 지점은 각각 서쪽과 동쪽으로 서식지 범위를 제한한다. 북쪽 분포는 두 강의 합류 지점으로 제한되는 반면, 남쪽 분포는 두 강의 상류까지 뻗어 있지만 루카스 두 히우 베르지시까지는 도달하지 않는다. 남쪽 분포 한계는 숲이 사바나로 바뀌는 세하두 생물군계의 시작점과 일치한다. 아마존 백사 사바나 식생에서는 발견되지 않았으므로 세하두에서는 발견되지 않을 것으로 예상된다.

## 보전 상태
슈나이더마모셋은 아마존 열대우림 남쪽 외곽에 위치한 2,500km 길이의 "산림 벌채 호"에서 발견된다. 이 지역은 삼림 벌채와 농업 및 목축 환경으로의 전환으로 가장 큰 위협을 받고 있다. 이 지역은 전 세계 삼림 벌채의 거의 3분의 1을 차지하며 지난 30년 동안 전 세계 토지 이용 변화의 절반을 경험했다. 이 지역의 현재 삼림 벌채율은 돌이킬 수 없는 전환점으로 이어져 삼림을 비삼림 생태계로 대체할 것으로 예상된다. "산림 벌채 호" 지역에는 52종의 영장류가 있으며, 그중 42종은 이미 멸종 위기에 처해 있다.